# Lophodesmus nanus
Lophodesmus nanus är en mångfotingart som beskrevs av Carl Graf Attems 1914. Lophodesmus nanus ingår i släktet Lophodesmus och familjen fingerdubbelfotingar. Inga underarter finns listade i Catalogue of Life.